# Wassim
Ne doit pas être confondu avec Wissem.
Wassim (en arabe : وسيم) est un prénom arabe signifiant « élégant », « beau », en français.

## Personnalités portant ce prénom
- Pour l'ensemble des articles sur les personnes portant ce prénom, consulter :
  - la liste des articles dont le titre commence par ce prénom
  - les listes produites par Wikidata : Liste des personnes de prénom « Wasim » — même liste en incluant les éventuels prénoms composés qui contiennent « Wasim ».